# Oleksandrivka, Luțk
Oleksandrivka (în ucraineană Олександрівка) este un sat în comuna Zaborol din raionul Luțk, regiunea Volînia, Ucraina.

## Demografie
Componența lingvistică a localității Oleksandrivka
     Ucraineană (95,54%)
     Rusă (4,46%)
Conform recensământului din 2001, majoritatea populației localității Oleksandrivka era vorbitoare de ucraineană (95,54%), existând în minoritate și vorbitori de rusă (4,46%).